# Dyschoriste capitata
Dyschoriste capitata là một loài thực vật có hoa trong họ Ô rô. Loài này được (Oerst.) Kuntze mô tả khoa học đầu tiên năm 1891.